# Agapanthia alternans
Agapanthia alternans là một loài bọ cánh cứng trong họ Cerambycidae.